# Maison Peignon
La Maison Peignon est une entreprise nantaise de confection et location de costumes et masques, fondée en 1853 par Marie-Françoise Peignon. La Maison Peignon - Costumiers se transmet de mère en fille et devient au fil des ans, une institution réputée dans toute la France jusqu'à sa fermeture au début des années 1990.

## Création et évolution

### L'atelier rue d'Erlon
L'entreprise est créée en 1853, par Marie-Françoise Peignon, couturière et tailleuse nantaise, dans son appartement de la rue d'Erlon. C'est à la suite du succès d'un costume de Pierrot confectionné pour un bal costumé qu'elle imagine la création d'une maison de couture spécialisée dans le déguisement. En vue de nombreux bals masqués, les commandes affluent du milieu bourgeois nantais. Déguisements, costumes de scène, la maison commence à fournir le milieu théâtral. En 1856, la comédienne Virginie Dejazet, en représentation à Nantes, se lie d'amitié avec la costumière et participe au succès de la maison Peignon, renommée Peignon Costumier.

### Les masques d'Eugène Peignon

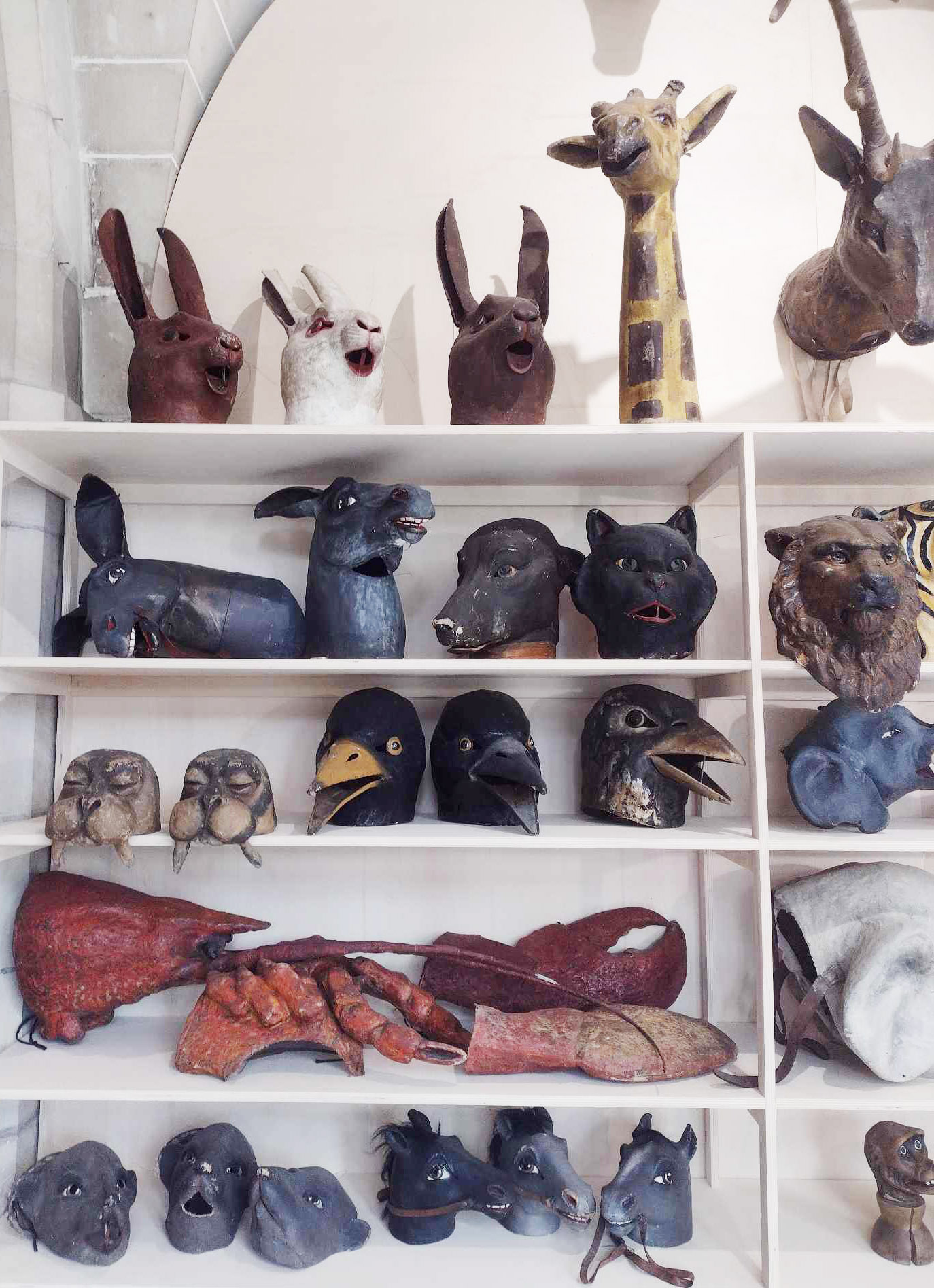
Masques Peignon

En 1864, le dernier fils de Marie-Françoise Peignon rejoint l'entreprise. Eugène Peignon (24 février 1844 - 3 juin 1894), formé aux Beaux-Arts de Paris comme dessinateur et sculpteur par Amédée Ménard, souhaite créer des accessoires pour compléter la collection de costumes de sa mère. Au début de la guerre de 1870, ils ferment la boutique : Marie-Françoise s'engage comme ambulancière dans le même régiment que son fils. L'activité costumière reprend à la fin de la guerre. Esther Bonnet est engagée comme couturière. En 1873, Eugène Peignon l'épouse. Le couple reprend l'affaire au décès de Marie-Françoise en 1874. Esther dirige et Eugène fabrique des masques à partir de croquis de visages expressifs. Il sculpte des têtes en terre, qu'il moule en plâtre dans lesquels il applique des couches de papier encollé selon la technique de l'estampage. Le cartonnage est ensuite démoulé et peint. Chaque masque pouvait être personnalisé sur-mesure selon la demande des clients. Les masques et grosses têtes caricaturales d'Eugène sont très demandés pour les défilés, notamment du Carnaval de Nantes, les cavalcades et mascarades.

### Six générations de femmes cheffes d'entreprise
Eugène Peignon meurt en 1894. Sa veuve Esther reste à la direction et agrandit les ateliers en achetant l'immeuble du n°1-3 de la rue d'Erlon. Leur fille Adeline et son mari Jean Rivière, ébéniste et modeleur, prennent le relais et participent à leur tour au succès de la maison. A la mort de son mari, Adeline désormais accompagnée de sa fille Jeanne, continue le développement de l'entreprise en employant 25 ouvrières.
Pendant l'entre-deux-guerres, la maison est le principal fournisseur du théâtre Graslin et du théâtre Vasse. C'est aussi l'essor des commandes de costumes clinquants pour les fêtes privées.
La petite-fille d'Adeline Peignon, Simone Chesné, succède à sa mère. Pendant la Seconde Guerre mondiale, elle cache les costumes dans la campagne nantaise. A la fin de la guerre, elle tente de relancer l'activité grâce à la réapparition des fêtes et du théâtre.
À la fin des années 1950, la transmission continue. Nicole rejoint sa mère et sa grand-mère. Les trois femmes doivent répondre à une nouvelle demande en vogue : confectionner des vêtements folkloriques locaux. La collection de costumes compte désormais 20 000 pièces. Viennent ensuite les commandes pour le cinéma. 250 costumes sont créés pour le film de Philippe de Broca, Chouans ! et d'autres pour La Reine Blanche de Jean-Loup Hubert.
Vers 1990, la dynastie costumière est en déclin. Dernières représentantes de la maison Peignon, Nicole, désormais accompagnée par sa nièce Sophie décident de fermer. Plus de 10 000 costumes sont vendus aux enchères.

### Les expositions
Au début des années 2000, Nicole et son mari retracent l'épopée familiale en créant à leur domicile un mini-musée. Ils y exposent les nombreux masques, moulages, estampages, croquis et outils de fabrication, quelques costumes, comme le Pierrot et le mousquetaire sauvés des flammes du Théâtre Rikiki, mais aussi des marionnettes, des tableaux et photographies des acteurs de l'histoire Peignon.
En 2023, la collection des masques Peignon est exposée à la Maison de l'Immaculée dans le cadre du Voyage à Nantes.
Certains masques et cartonnages sont conservés au Musée d'Histoire de Nantes.

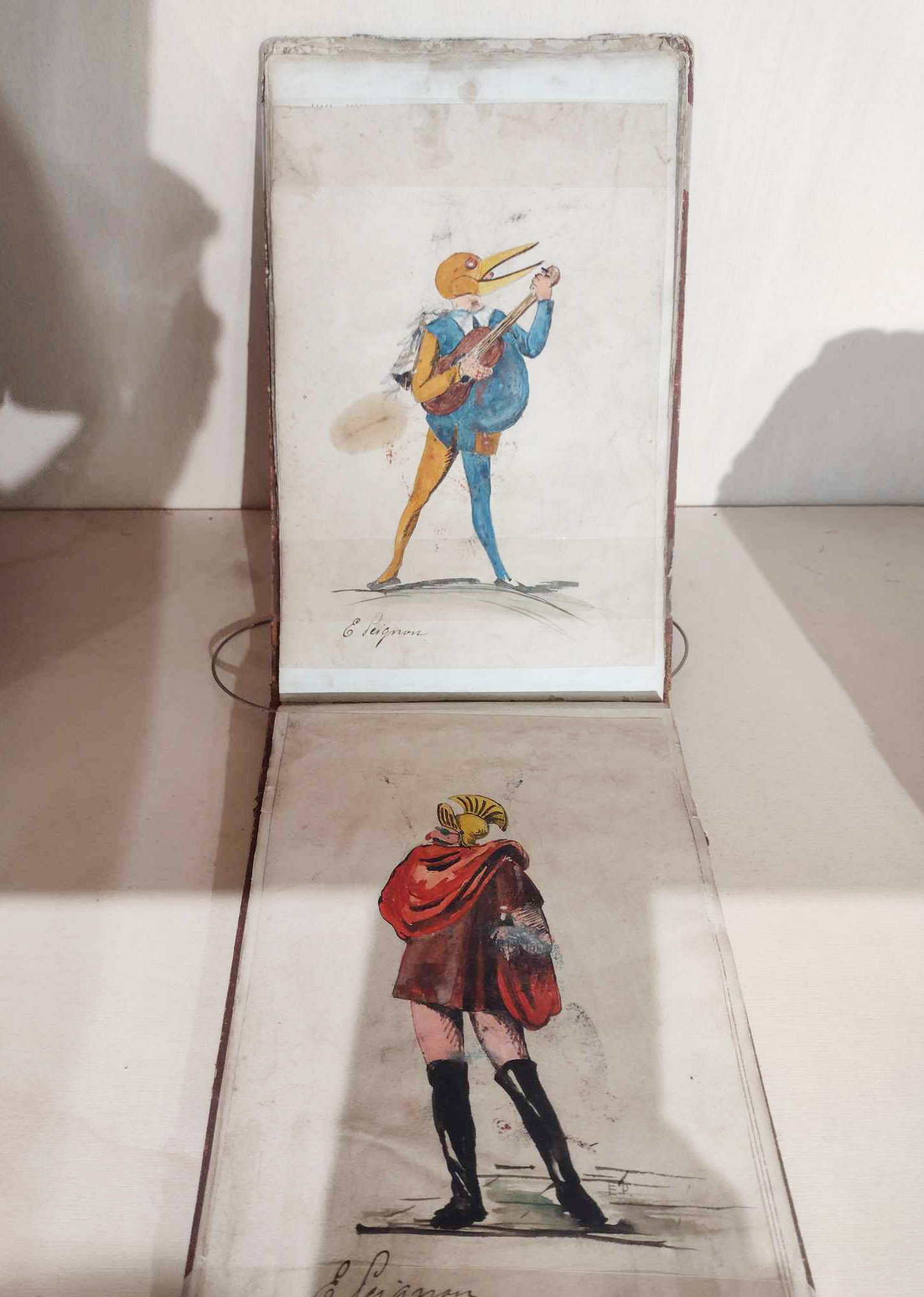
Croquis de costumes
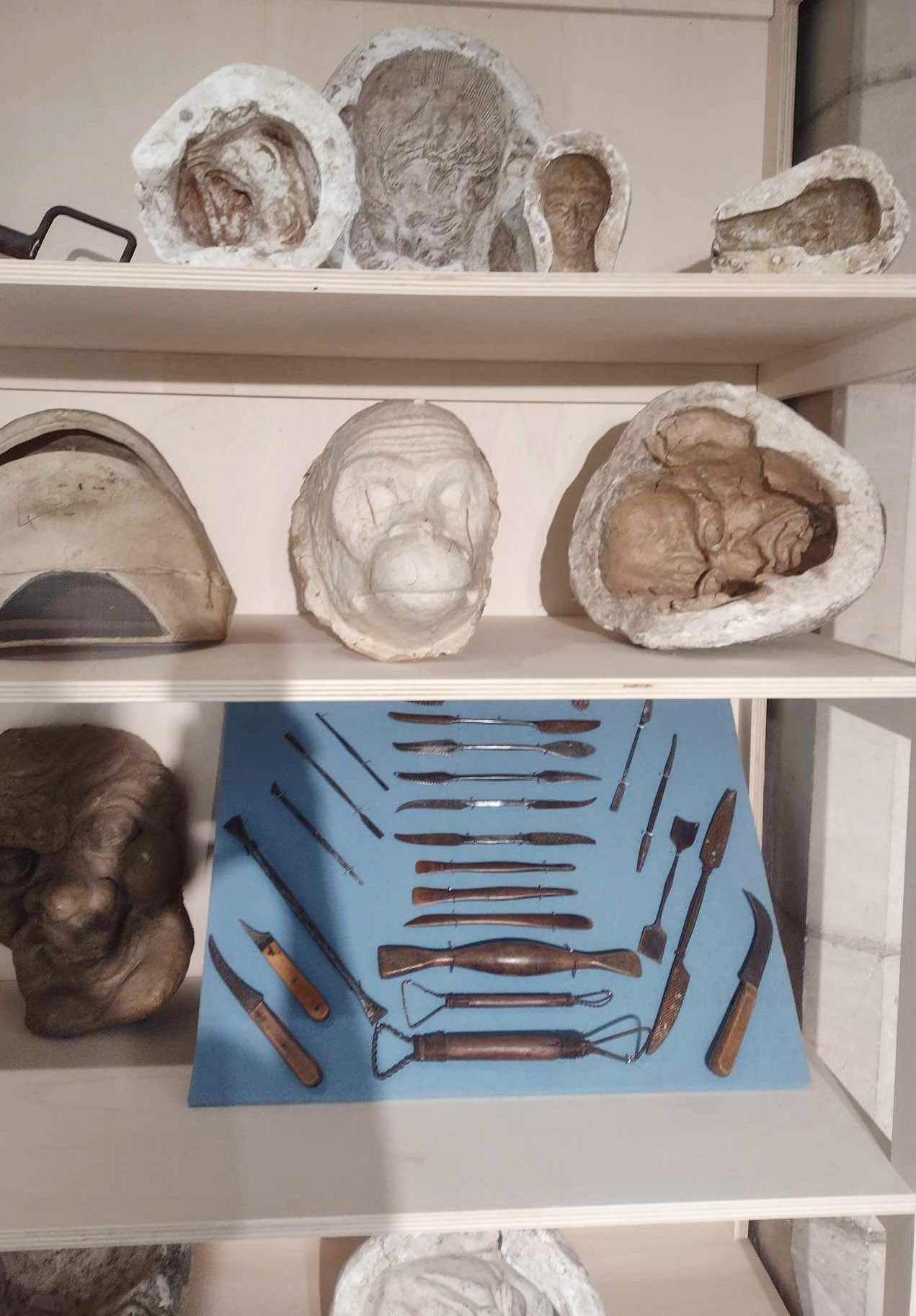
Moules et outils
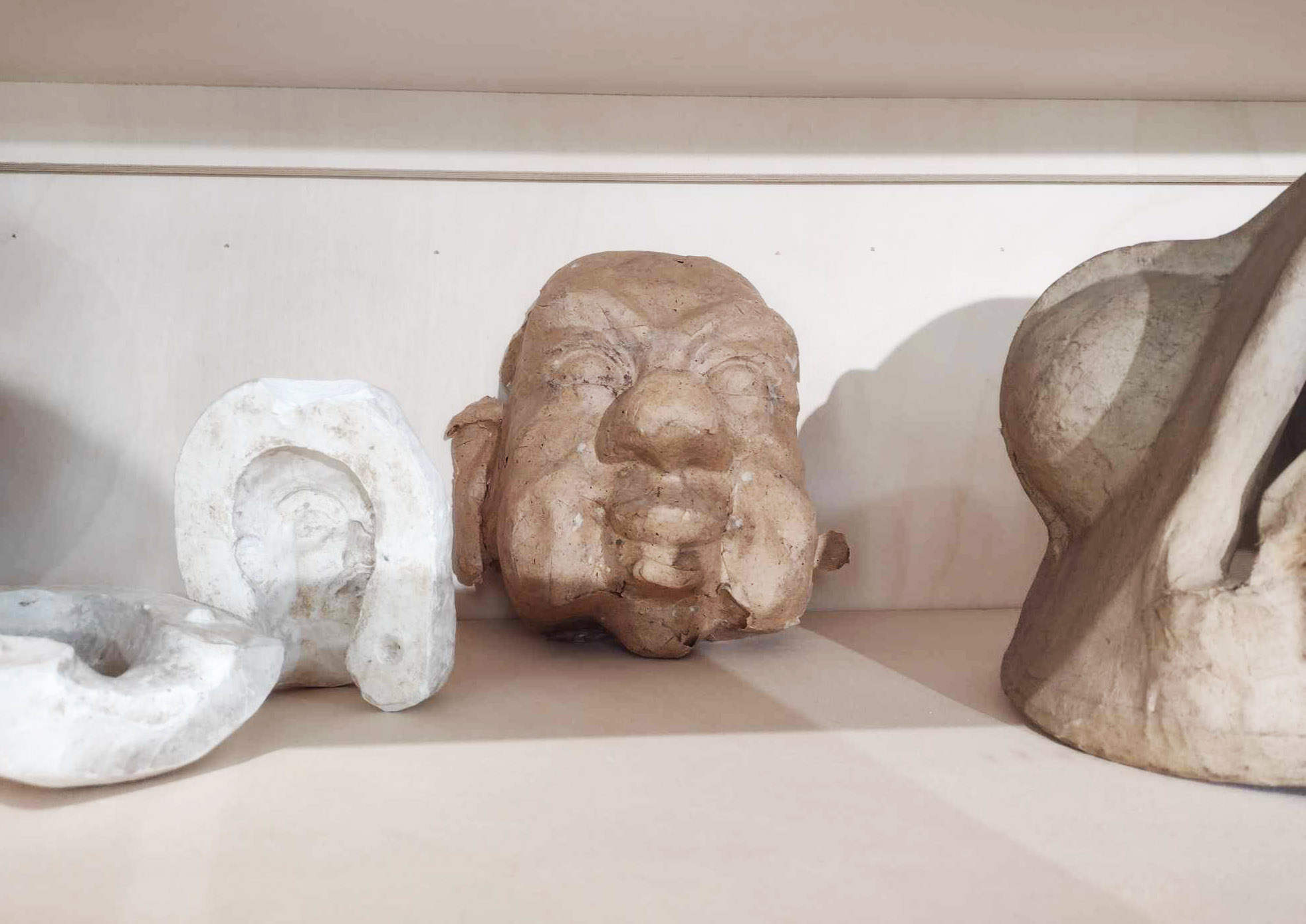
Moules et cartonnages
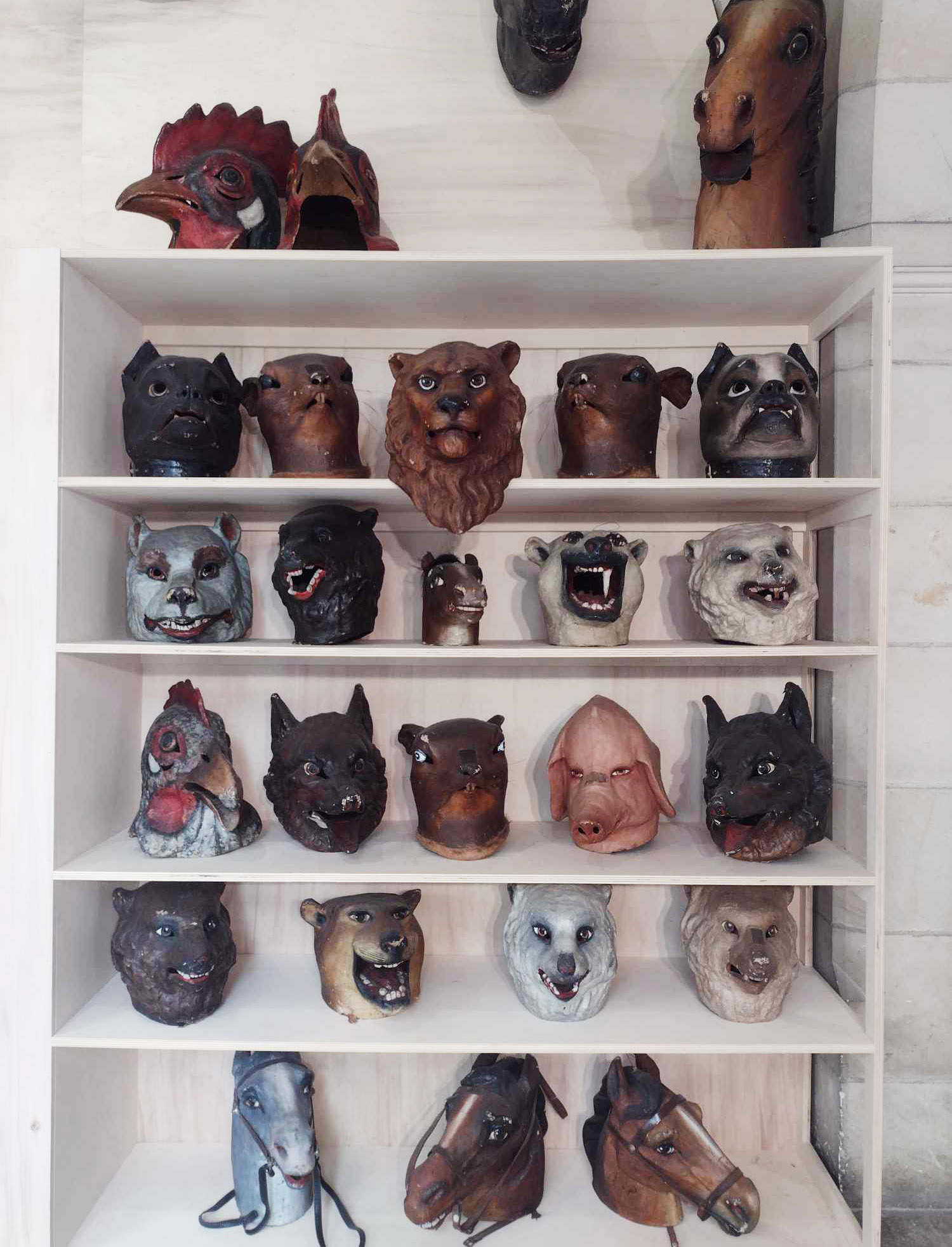
Masques animaux,
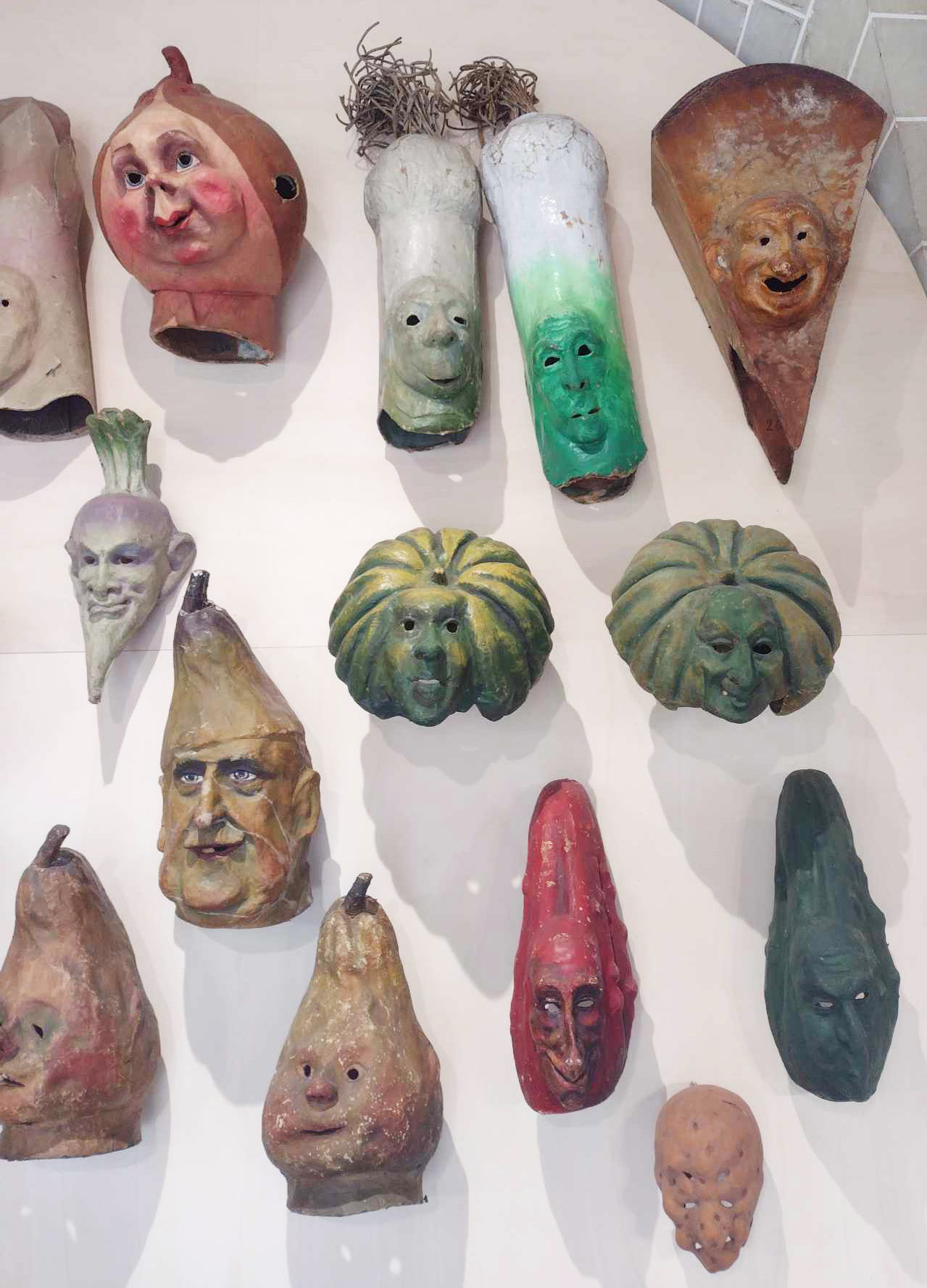
de légumes,
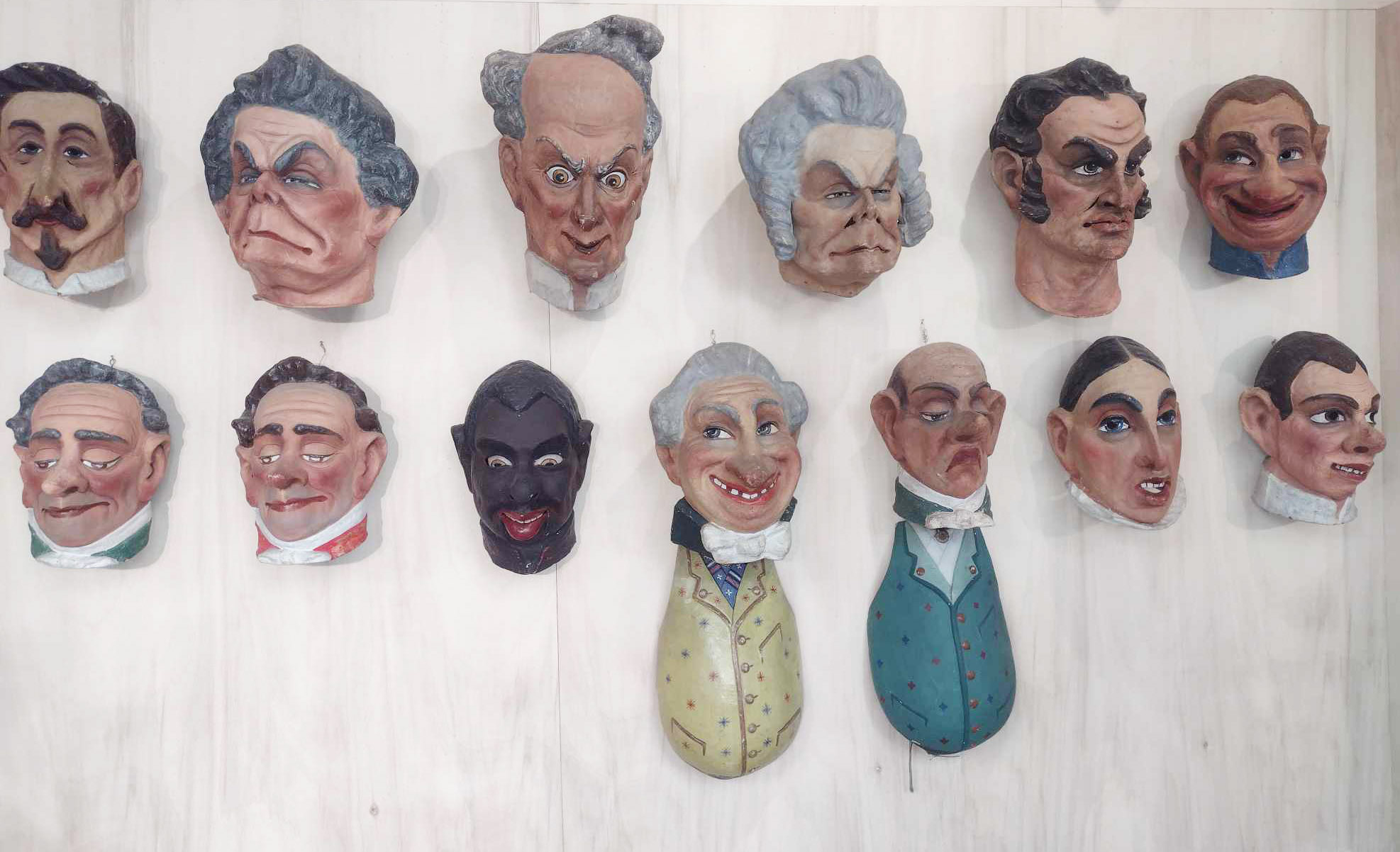
ou caricaturaux
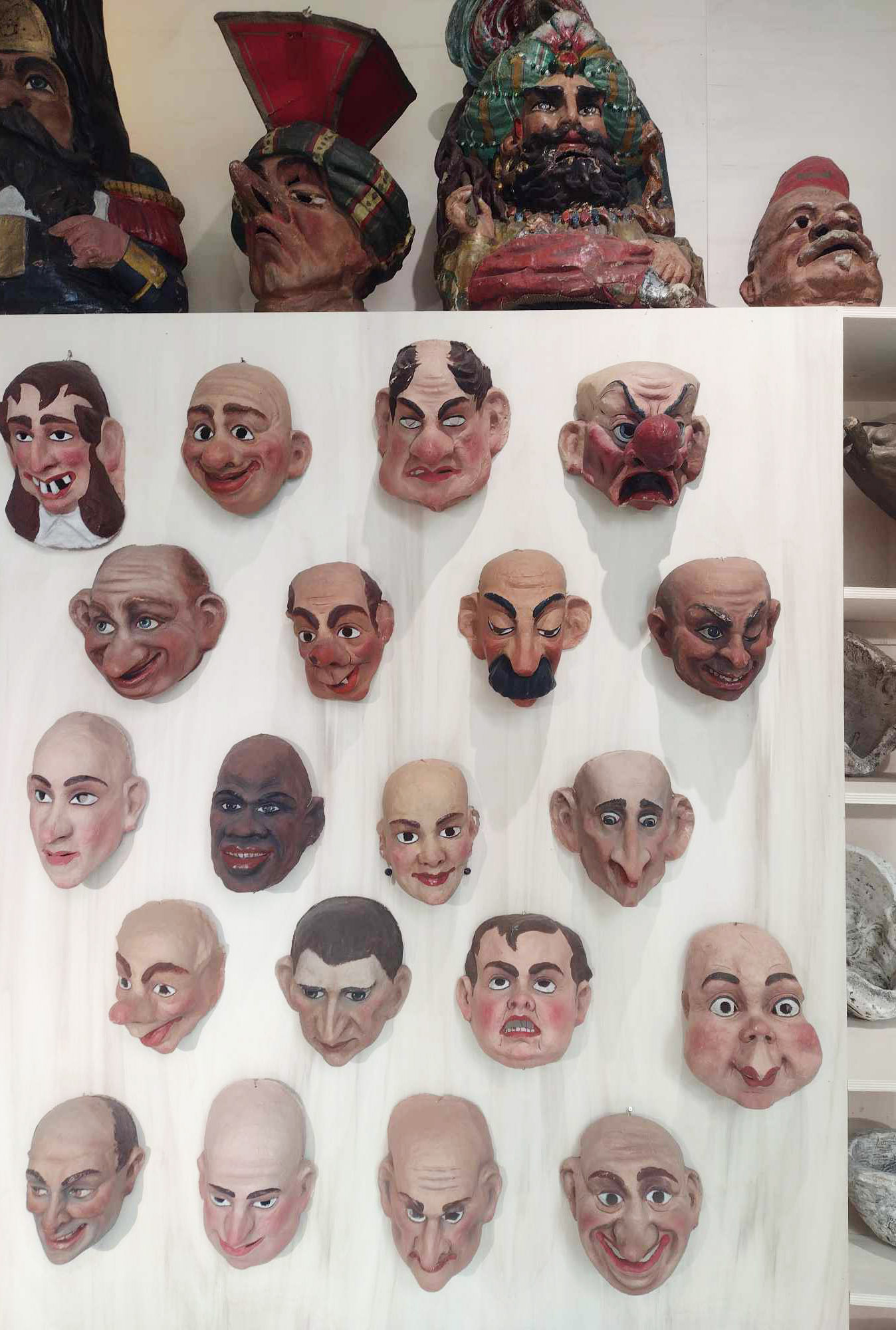
Masques Peignon
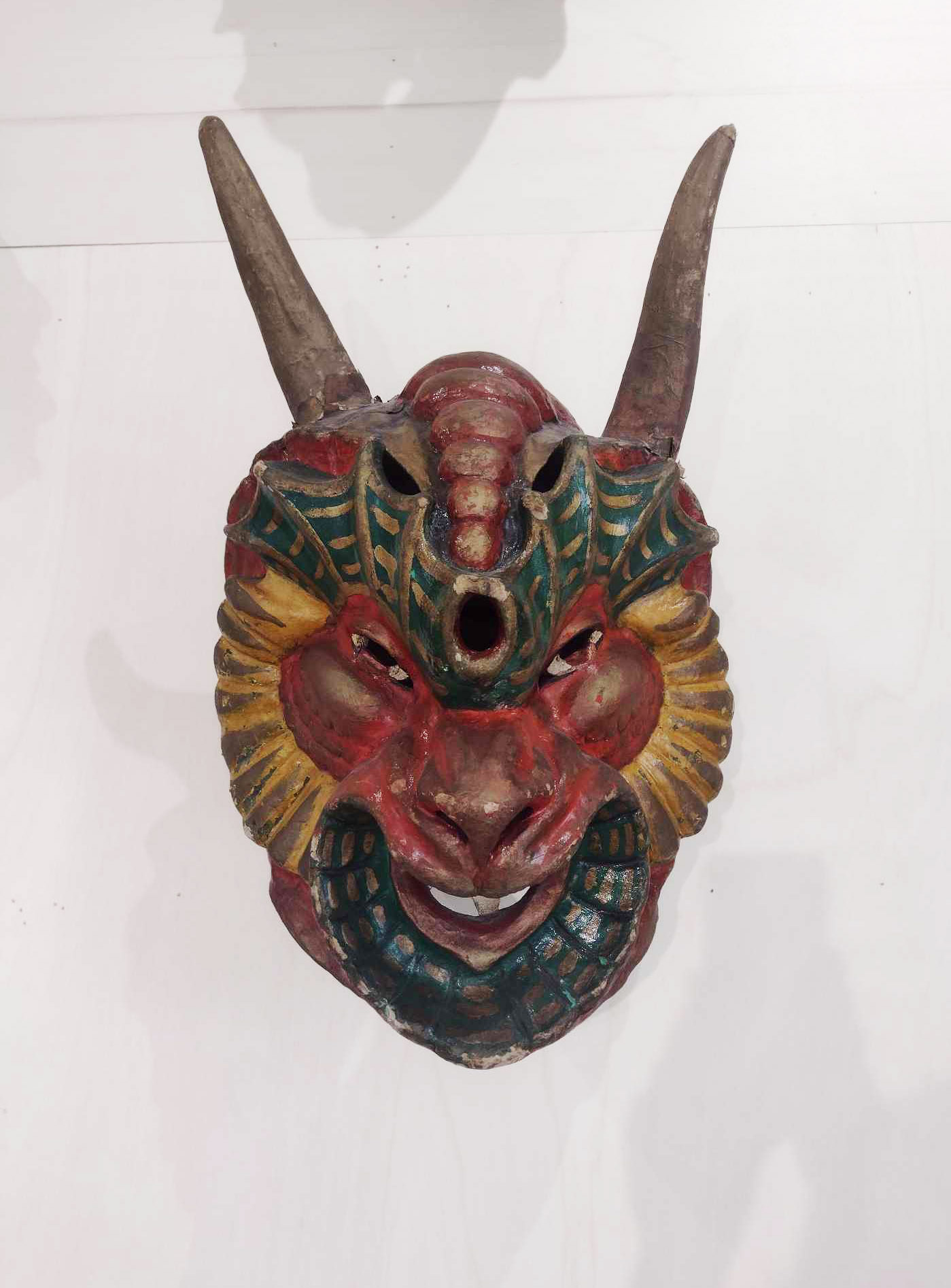
Masque sur le thème de la Chine